# Begonia canarana
Begonia canarana là một loài thực vật có hoa trong họ Thu hải đường. Loài này được Miq. mô tả khoa học đầu tiên năm 1853.